# EN 60601-2-45
Die EN 60601-2-45 mit dem Titel „Medizinische elektrische Geräte – Teil 2-45: Besondere Festlegungen für die Sicherheit von Röntgen-Mammographiegeräten und mammographischen Stereotaxie-Einrichtungen“ ist Teil der Normenreihe EN 60601.
Herausgeber der DIN-Norm DIN EN 60601-2-45 ist das Deutsche Institut für Normung.
Die Norm basiert auf der internationalen Fassung IEC 60601-2-45. Im Rahmen des VDE-Normenwerks ist die Norm als VDE 0750-2-45 klassifiziert, siehe DIN-VDE-Normen Teil 7.
Diese Ergänzungsnorm regelt allgemeine Festlegungen für die Sicherheit, Prüfungen und Richtlinien von Röntgen-Mammographiegeräten und mammographischen Stereotaxie-Einrichtungen. Zweck ist es, Merkmale der Basissicherheit sowie Prüfungen zu beschreiben und zusätzlich Anleitungen für ihre Anwendung zu geben.

## Gültigkeit
Die deutsche Ausgabe 9.2003 ist ab ihrem Erscheinungsdatum als Deutsche Norm angenommen.
- Die aktuelle Fassung (9.2003) ist korrespondierend mit der 2. Ausgabe der DIN EN 60601-1 anzuwenden.
- Es wurde im April 2009 ein Entwurf zur korrespondierenden Anwendung mit der 3. Ausgabe der DIN EN 60601-1 veröffentlicht.

## Anwendungsbereich
Diese besonderen Festlegungen enthalten Anforderungen an die Sicherheit von Röntgengeräten, die für die Mammographie ausgelegt sind, und an mammographische Stereotaxie-Einrichtungen. Die Sicherheitsanforderungen an den Röntgenstrahlerzeuger und seine Baugruppen bilden einen integralen Bestandteil dieser Norm.

## Zusatzinformation
Folgende geänderte Anforderungen sind in der EN 60601-2-45 enthalten (Auszug):
- Schutz vor elektrischem Schlag
- Schutz vor mechanische Gefährdungen (Mechanische Festigkeit, Bewegte Teile)
- Schutz vor Strahlung
- Schutz vor gefährlichen Ausgangswerten
- Konstruktive Anforderungen